# Liga Profissional Búlgara de Veliko Tarnovo
A Liga Profissional Búlgara de Veliko Tarnovo (Областна футболна група Велико Търново), é uma das divisões regionais do futebol na Bulgária. É a principal divisão da província de Veliko Tarnovo.  42 times participam, no tradicional sistema todos-contra-todos em turno e returno.

## Campeões
| Temporada | Campeão                          | Vice-Campeão |
| --------- | -------------------------------- | ------------ |
| 1936      | HdzhiSlavchev Pavlikeni (1936)   |              |
| 1957      | Polski Senovets                  |              |
| 1961      | Morava                           |              |
| 1962      | ZP Gorna Oryahpvitsa             |              |
| 1963      | Zaharno zavodi Gorna Oryahpvitsa |              |
| 2014      | Veliko Tarnovo                   |              |
| 2015      | Resen                            |              |
| 2016      | Resen                            |              |
| 2017      | Yantra Polski Trampbesh          |              |
| 2018      | Zemedelets-93                    |              |

## Clube

### Divisão norte
- FC Svetkavitsa Mihaltsy
- FC Udar Byala Cherkva
- FC Nedan Nedan
- FC Strala Orash
- FC Morava
- FC Sportist Varbovka
- FC Ovcha mogila Ovcha mogila
- FC Ustrem Maslarevo
- FC Benkovski Balgarsko Slivovo
- FC Budeshte
- FC Dunav Vardim
- FC Dimcha Dimcha
- FC Dolna Oryahovitsa Dolna Oryahovitsa
- FC Vladislav Dzhulyunitsa
- FC Parvomaytsi Parvomaytsi
- FC Draganovo Draganovo, Veliko Tarnovo Province

### Divisão sul
- FC Sportist Kozarevets
- FC Pobeda Kesarevo
- FC Rudanovski Konstantin
- FC Rositsa Polikrayshte
- FC Unak Merdanya
- FC Vihar Dobri dyal
- FC Spartak Polski Senovets
- FC CSKA Vishovgrad
- FC Vihar Hadzhidimitrovo (village)
- FC Udar Petko Karavelovo
- FC Vihar Radanovo
- FC Strela Obedinenie